# Luckin Coffee
Luckin Coffee Inc. (chinesisch 瑞幸咖啡, Pinyin Ruìxìng Kāfēi) ist ein chinesisches Kaffeeunternehmen und eine Kaffeehauskette. Es wurde 2017 in Peking gegründet. Im Januar 2020 betrieb es 4.507 Geschäfte und übertraf die Anzahl der Starbucks-Filialen in China. Es handelt sich zumeist um Kleinfilialen in Bürogebäuden und Hochschuleinrichtungen, die der Abholung und Zustellung von Online-Bestellungen dienen. Im Jahr 2023 übertraf Luckin Coffee den Konkurrenten Starbucks auf dem chinesischen Markt auch im Umsatz.

## Geschichte
Luckin Coffee wurde im Oktober 2017 gegründet und hatte bis Januar 2018 seine ersten Geschäfte in Peking und Shanghai eröffnet.
Das Unternehmen gab den Abschluss der Serie-A-Finanzierung in Höhe von insgesamt 200 Millionen US-Dollar im Juli 2018 bekannt.
Das Unternehmen setzte sein schnelles Wachstum fort – bis Oktober 2018 hatte Luckin Coffee 1300 Geschäfte eröffnet und damit die Anzahl der Costa-Coffee-Geschäfte übertroffen, um die zweitgrößte Kaffeemarke in China zu werden. Luckin Coffee unterzeichnete auch eine strategische Kooperationsvereinbarung mit Tencent. Die Expansion von Luckin Coffee wurde durch eine aggressive und rein wachstumsorientierte Marketingstrategie vorangetrieben, durch die der Betriebsaufwand dreimal so hoch wie die Umsatzeinnahmen war. Im Mai 2018 beschuldigte Luckin Coffee Starbucks, ein Monopol zu bilden, indem er Exklusivverträge mit Lieferanten und Eigentümern unterzeichnete. Starbucks wies diese Anschuldigungen als Marketing-Machenschaften zurück. Am 16. Mai 2018 wurde der Fall vor dem Shenzhen Intermediate People’s Court offiziell eingereicht. Im Oktober 2019 zog Luckin Coffee den Fall einseitig zurück.
Im Januar 2019 gab Luckin Coffee bekannt, dass es 2500 neue Geschäfte eröffnen und Starbucks übertreffen wolle, um die größte Kaffeemarke in China zu werden. Luckin erreichte auch Zugang zu den US-Aktienmärkten, wo die Aktie im Rahmen eines sponsored ADR-Programms am Anfang mit 17 USD pro Stück an der Nasdaq gehandelt wurde. Nachdem die Aktie am ersten Tag 25,96 USD erreicht hatte, fiel sie am zweiten Tag des Nasdaq-Handels auf 16 USD zurück. Bis Ende September 2019 hatte Luckin Coffee 3.680 Geschäfte eröffnet, und im dritten Quartal 2019 einen Nettoverlust von 75 Millionen US-Dollar verzeichnet.
Am 8. Januar 2020 hielt Luckin Coffee eine Pressekonferenz über den Betrieb ihrer Selbstbedienungsgeschäfte ab. Auf der Konferenz gab Luckin der Öffentlichkeit bekannt, dass sie in den vergangenen zwei Jahren 4507 Geschäfte eröffnet hatten und als solche bereits die größte Kaffeekettenmarke in China geworden waren und Starbucks übertroffen hatten. Luckin Coffee kündigte auf der Pressekonferenz auch seine Einzelhandelsstrategie ohne Personal und zwei neue technische Produkte an – Luckin Coffee EXPRESS und Luckin popMINI. Die EXPRESS-Verkaufsstellen von Luckin Coffee nutzen die in der Schweiz hergestellten Kaffeemaschinen von Schaerer und werden künftig als Selbstbedienungskaffeemaschinen in Büros, Campus, Flughäfen, Bahnhöfen und Gemeinden eingesetzt. Luckin popMINI ist der Verkaufsautomat zum E-Commerce-Preis.
Am 31. Januar 2020 veröffentlichte der Leerverkäufer Muddy Waters Research einen anonymen 89-seitigen Bericht auf Twitter, in dem behauptet wurde, Luckin Coffee habe finanzielle und operative Zahlen gefälscht. Dem Bericht zufolge wurde die Anzahl der pro Geschäft verkauften Artikel im dritten Quartal um mindestens 69 % und im vierten Quartal 2019 um 88 % erhöht, was angeblich auf 11.200 Stunden Videomaterial festgehalten ist. Vor der Eröffnung des US-Aktienmarktes am 3. Februar 2020 bestritt Luckin Coffee kategorisch alle im Bericht gemachten Behauptungen. Das Unternehmen argumentierte, dass der Bericht böswillige und falsche Anschuldigungen mit unbegründeten Beweisen und fehlerhafter Methodik vorbrachte.
Am 2. April 2020 gab Luckin Coffee bekannt, dass eine interne Untersuchung ergeben habe, dass der Chief Operating Officer, Jian Liu, Umsätze für das Jahr 2019 in Höhe von ca. 2,2 Mrd. RMB (310 Mio. US-Dollar) vorgetäuscht hatte. Am nächsten Tag erklärte die China Securities Regulatory Commission, sie werde das Unternehmen auf Betrug untersuchen, woraufhin der Aktienkurs um 80 % abstürzte. Am 8. April wurde die Aktie am US-Aktienmarkt sowie europäischen Handelsplätzen vom Handel ausgesetzt. Mitte April 2020 kündigte die amerikanische Investmentbank Goldman Sachs an, die Luckin-Aktienbestände von Lu Zhengyao, dem Vorsitzenden des Unternehmens, zu übernehmen und zu verkaufen, nachdem er mit einem Differenzkontrakt für Unternehmen in Verzug geraten war. Seit dem 20. Mai 2020 wird die Aktie wieder gehandelt.
Im Jahr 2023 expandierte Luckin auf den internationalen Markt (Singapur und Malaysia) und wuchs seitdem bis zum Ende des ersten Quartals 2025 auf insgesamt mehr als 24.000 Filialen. Im August 2025 eröffneten in New York City die ersten beiden Filialen in den Vereinigten Staaten.

## Geschäftstätigkeiten

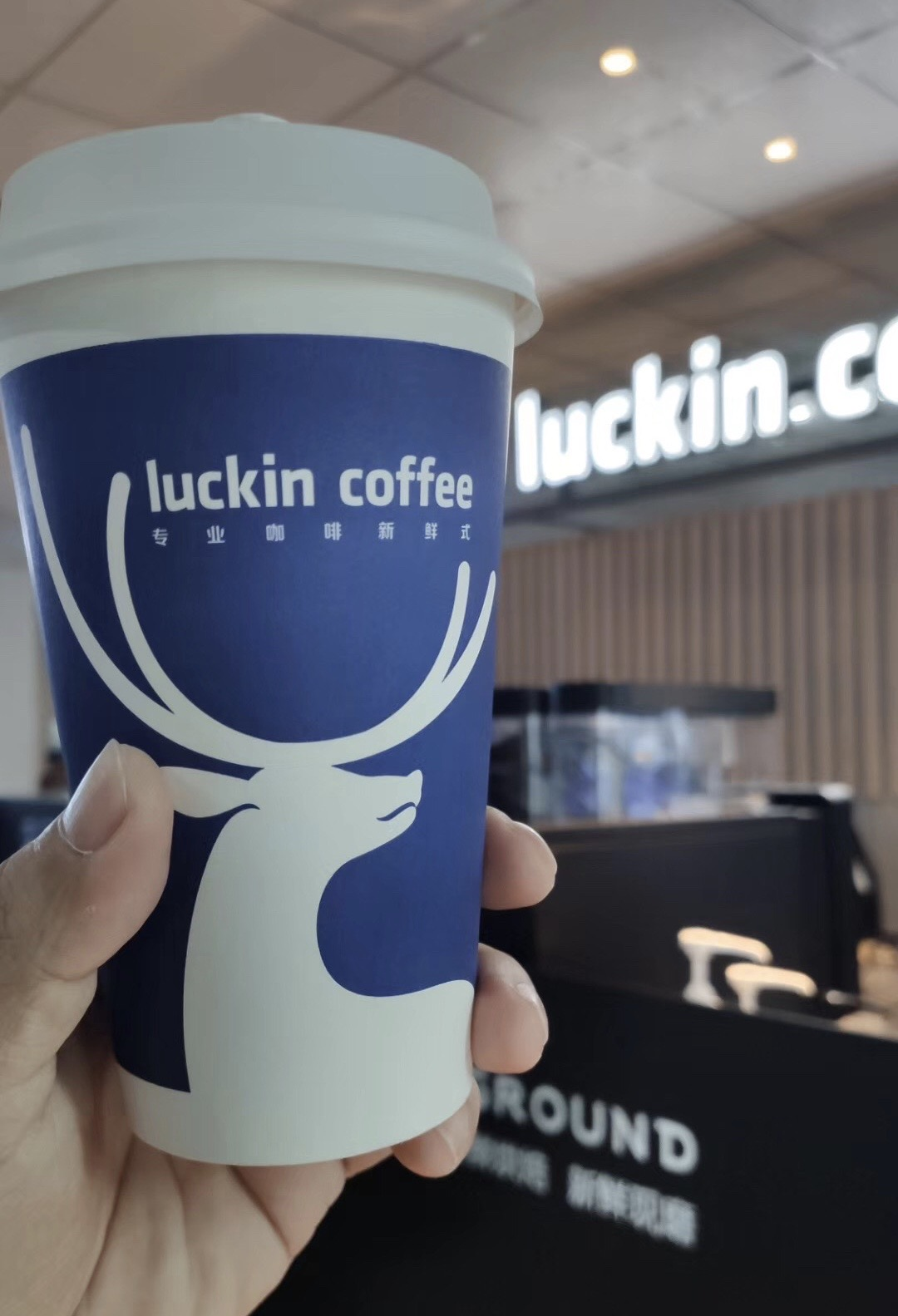
Ein Becher von Luckin Coffee

Die Luckin Coffee Stores haben im Januar 2018 den Testbetrieb aufgenommen. Das Unternehmen betreibt Geschäfte, Läden und Kioske, die Kaffee, Tee und Lebensmittel anbieten. Wie aus Quellen hervorgeht, konzentrieren sich Marketing und Marktattraktivität des Unternehmens auf Marketing und Rabatte. Luckin bietet Werbeaktionen an, bei denen jedem Neukunden ein kostenloses Getränk und ein 50% Rabatt-Gutschein für eine Tasse angeboten werden. Sie bieten auch „Kaufen Sie einen, erhalten Sie einen kostenlosen“ Gutschein für treue Kunden. Diese Rabatte machen den Preis niedriger als bei Starbucks und zogen in der frühen Phase seines Geschäfts eine größere Anzahl wiederkehrender Kunden an.
Die Marke hat auch einen starken Fokus auf Technologie. Luckin Coffee eröffnete am Anfang keine traditionellen stationären Geschäfte. Die physischen Standorte dienten nur der Kaffeezubereitung und der Erfüllung von Online-Bestellungen, die von Kunden oder Zustellern abgeholt wurden. Obwohl die meisten Geschäfte keine Sitzplätze haben oder andere Dienstleistungen für Kunden anbieten und sich im Vergleich zu Starbucks an weniger angesehenen Standorten befinden, konnte die Marke eine neue Generation von Kunden in China gewinnen. Die Zielkunden von Luckin Coffee sind Angestellte und Studenten aus der Nähe, die nicht viel Zeit haben, in den Läden Kaffee zu trinken.
Kunden müssen die Luckin Coffee App herunterladen, um Getränke online bestellen und bezahlen zu können. Luckin Coffee arbeitet auch mit dem zweitgrößten Kurier in China, SF Express, zusammen und liefert Bestellungen an Kunden innerhalb von zwei Kilometern um jedes Geschäft. Dieses Funktionsprinzip eignet sich für das schnelllebige Leben der Chinesen und übt Druck auf andere traditionelle Kaffeemarken aus.

### Produkte
Luckin bietet Getränke auf Grundlage von Kaffee an, der auch in anderen Kaffeegeschäften erhältlich ist, und bietet eine Auswahl an Rezepten, die speziell auf den Geschmack der chinesischen Verbraucher zugeschnitten sind. Luckin Coffee beauftragte Hidenori Izaki (Barista-Weltmeister 2014), das Unternehmen in Bezug auf Rezepte und Ladengestaltung zu beraten.